# Bourbe (vin)
Pour les articles homonymes, voir Bourbe.
Les bourbes (même étymologie que le terme boues) sont les résidus de débris végétaux provenant du pressurage du raisin non fermenté. Elles contiennent des particules organiques solides issues des peaux, des pépins de raisin, et des rafles (les charpentes des grappes de raisin).
Elles sont séparées et récupérées par sédimentation sous le simple effet de la gravité lors de l'opération de débourbage destinée à clarifier le jus de raisin. Elles sont riches en matière organique et donc potentiellement polluantes si déversées comme effluents viticoles sans traitement dans un réseau d'égouts ou un cours d'eau (consommation de l'oxygène dissout et risque d'anoxie). Elles peuvent être centrifugées pour réduire leur teneur en eau. Leur valorisation est possible après filtration avec un filtre-presse. Le filtrat est riche en arômes et possède des caractéristiques proches de celles du jus de raisin. Le filtrat peut alors être incorporé au jus clair (moût). Les bourbes peuvent être aussi valorisées par distillation ou épandage.